# 아보카도기름

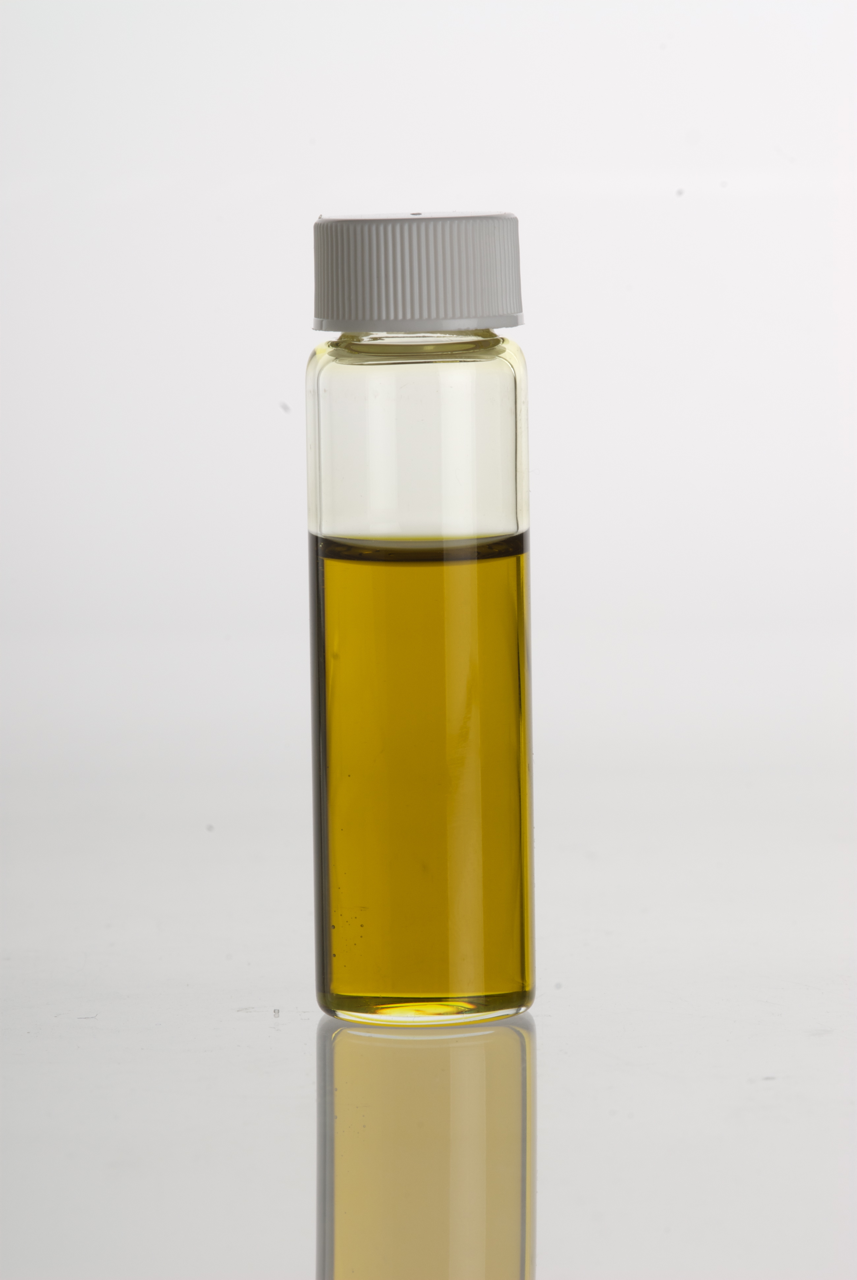
아보카도유

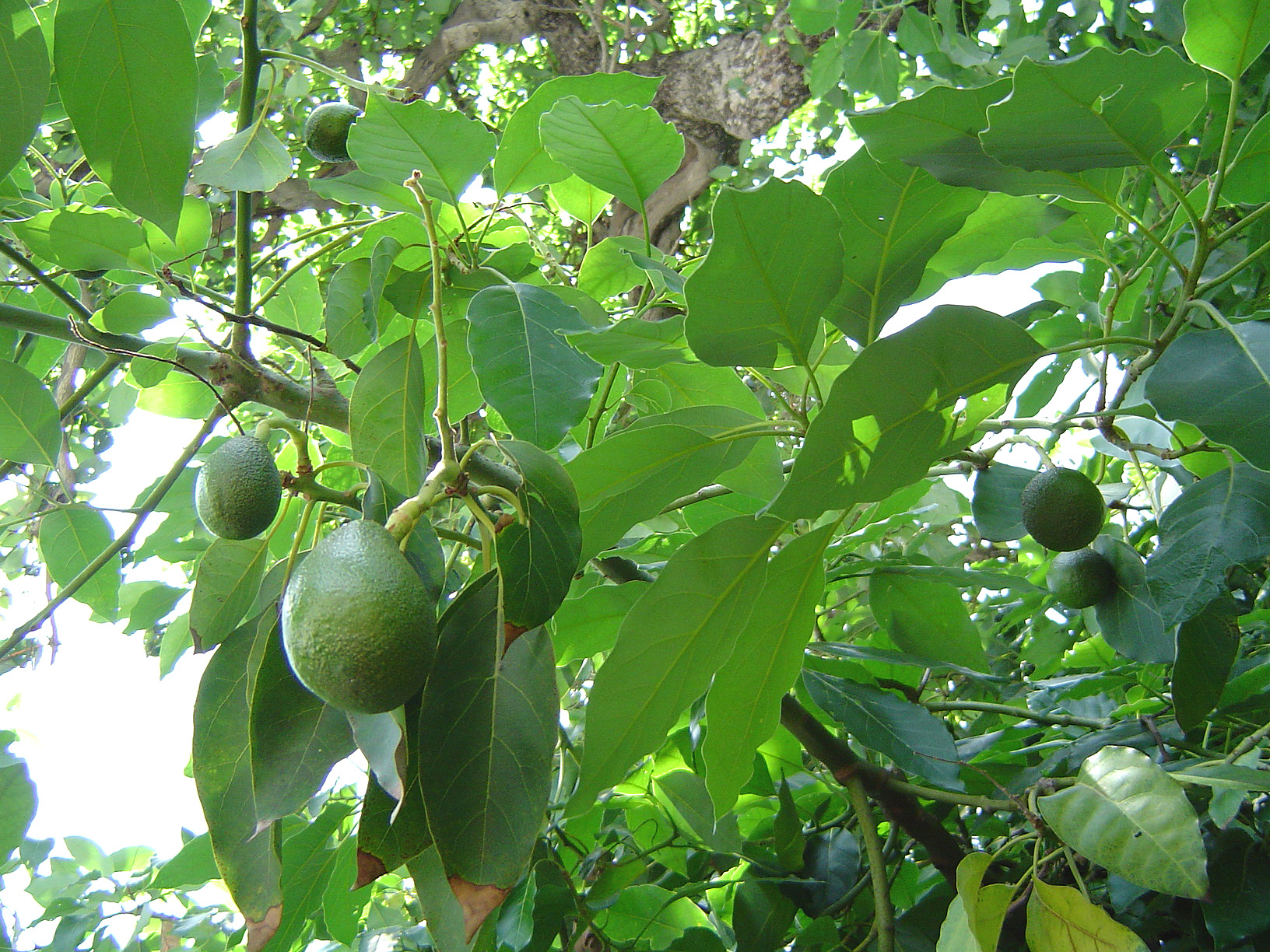
아보카도 열매

아보카도유(-油, 영어: avocado oil)는 아보카도 열매에서 추출한 기름이다. 불포화 지방산의 글리세라이드로서 올레이산을 많이 함유하고 있다.

## 특징
투명하고, 약간의 특이한 냄새가 난다.

## 용도
로션 같은 피부를 보호하는 제품이나, 샴푸, 린스 등에도 쓰인다.

## 속성
| 유형                                              | 가공 처리 | 포화 지방산 | 단일불포화 지방산 | 단일불포화 지방산 | 고도불포화 지방산 | 고도불포화 지방산 | 고도불포화 지방산 | 고도불포화 지방산 | 발연점          |
| 유형                                              | 가공 처리 | 포화 지방산 | 전체              | 올레 산 (ω-9)     | 전체              | α-리놀렌 산 (ω-3) | 리놀레 산 (ω-6)   | ω-6:3 비율        | 발연점          |
| ------------------------------------------------- | --------- | ----------- | ----------------- | ----------------- | ----------------- | ----------------- | ----------------- | ----------------- | --------------- |
| 아몬드                                            |           |             |                   |                   |                   |                   |                   |                   |                 |
| 아보카도                                          |           | 11.6        | 70.6              | 52-66             | 13.5              | 1                 | 12.5              | 12.5:1            | 250 °C (482 °F) |
| 브라질너트                                        |           | 24.8        | 32.7              | 31.3              | 42.0              | 0.1               | 41.9              | 419:1             | 208 °C (406 °F) |
| 카놀라                                            |           | 7.4         | 63.3              | 61.8              | 28.1              | 9.1               | 18.6              | 2:1               | 238 °C (460 °F) |
| 캐슈나무                                          |           |             |                   |                   |                   |                   |                   |                   |                 |
| 치아씨                                            |           |             |                   |                   |                   |                   |                   |                   |                 |
| 카카오 버터 기름                                  |           |             |                   |                   |                   |                   |                   |                   |                 |
| 코코넛                                            |           | 82.5        | 6.3               | 6                 | 1.7               |                   |                   |                   | 175 °C (347 °F) |
| 옥수수                                            |           | 12.9        | 27.6              | 27.3              | 54.7              | 1                 | 58                | 58:1              | 232 °C (450 °F) |
| 면실                                              |           | 25.9        | 17.8              | 19                | 51.9              | 1                 | 54                | 54:1              | 216 °C (420 °F) |
| 아마씨                                            |           | 9.0         | 18.4              | 18                | 67.8              | 53                | 13                | 0.2:1             | 107 °C (225 °F) |
| 포도씨                                            |           | 10.5        | 14.3              | 14.3              | 74.7              | -                 | 74.7              | 매우 높음         | 216 °C (421 °F) |
| 삼씨                                              |           | 7.0         | 9.0               | 9.0               | 82.0              | 22.0              | 54.0              | 2.5:1             | 166 °C (330 °F) |
| 우라드콩                                          |           |             |                   |                   |                   |                   |                   |                   |                 |
| 겨자기름                                          |           |             |                   |                   |                   |                   |                   |                   |                 |
| 올리브                                            |           | 13.8        | 73.0              | 71.3              | 10.5              | 0.7               | 9.8               | 14:1              | 193 °C (380 °F) |
| 팜                                                |           | 49.3        | 37.0              | 40                | 9.3               | 0.2               | 9.1               | 45.5:1            | 235 °C (455 °F) |
| 땅콩                                              |           | 20.3        | 48.1              | 46.5              | 31.5              | 0                 | 31.4              | 매우 높음         | 232 °C (450 °F) |
| 피칸 기름                                         |           |             |                   |                   |                   |                   |                   |                   |                 |
| 들기름                                            |           |             |                   |                   |                   |                   |                   |                   |                 |
| 겨기름                                            |           |             |                   |                   |                   |                   |                   |                   |                 |
| 잇꽃                                              |           | 7.5         | 75.2              | 75.2              | 12.8              | 0                 | 12.8              | 매우 높음         | 212 °C (414 °F) |
| 참깨                                              | ?         | 14.2        | 39.7              | 39.3              | 41.7              | 0.3               | 41.3              | 138:1             |                 |
| 콩                                                | 부분 경화 | 14.9        | 43.0              | 42.5              | 37.6              | 2.6               | 34.9              | 13.4:1            |                 |
| 콩                                                |           | 15.6        | 22.8              | 22.6              | 57.7              | 7                 | 51                | 7.3:1             | 238 °C (460 °F) |
| 호두기름                                          |           |             |                   |                   |                   |                   |                   |                   |                 |
| 해바라기씨 (표준)                                 |           | 10.3        | 19.5              | 19.5              | 65.7              | 0                 | 65.7              | 매우 높음         | 227 °C (440 °F) |
| 해바라기씨 (< 60% linoleic)                       |           | 10.1        | 45.4              | 45.3              | 40.1              | 0.2               | 39.8              | 199:1             |                 |
| 해바라기씨 (> 70% oleic)                          |           | 9.9         | 83.7              | 82.6              | 3.8               | 0.2               | 3.6               | 18:1              | 232 °C (450 °F) |
| 면실                                              | 경화      | 93.6        | 1.5               |                   | 0.6               | 0.2               | 0.3               | 1.5:1             |                 |
| 팜                                                | 경화      | 88.2        | 5.7               |                   | 0                 |                   |                   |                   |                 |
| 영양 수치는 총 지방 무게 당 백분율(%)로 표현된다. |           |             |                   |                   |                   |                   |                   |                   |                 |

## 효능

### 건강한 기름
아보카도 기름은 아보카도 과육에서 추출한 식물성 기름이다. 단일불포화 오메가-9 지방산인 심장 건강에 좋은 올레산은 아보카도 기름의 거의 70%를 차지한다. 이 지방산은 올리브 기름에서도 발견되며 건강상의 이점과 관련이 있다. 아보카도 기름의 약 12%는 포화 지방이고 약 13%는 고도 불포화 지방이다. 아보카도 기름은 오메가-6 대 오메가-3 비율(13:1)이 높아 이상적이지 않다(보통 3:1에서 2:1 사이). 그러나 오메가-6의 총량은 상대적으로 적기 때문에 걱정할 필요는 없다. 불포화 지방이 풍부한 식단은 심장병 및 치매와 같은 만성 질환을 예방하는 데 도움이 될 수 있다.

### 피부
아보카도 기름은 피부에 유익한 지방산과 영양소가 풍부하다. 그것은 피부막의 건강과 관련된 비타민 A와 E의 훌륭한 공급원이다. 한 연구에 따르면 아보카도 기름(20%)과 비타민 B12를 함유한 크림이 12주간의 치료 후 24명의 판상 건선 증상을 개선하는 데 도움이 되었다. 아보카도 기름은 다른 연구에서 상처 치유를 개선하고 건선을 완화하는 것으로 밝혀졌다.

### 관절염
아보카도/대두 불검화물(ASU)로 알려진 아보카도와 대두유의 추출물은 골관절염으로 인한 통증과 경직을 완화하는 데 도움이 되는 것으로 수많은 연구에서 밝혀졌다. ASU는 고관절 및 무릎 골관절염으로 고통받는 사람들에게 도움이 된다.

### 눈
아보카도와 아보카도 기름은 눈에서 자연적으로 생성되는 카로티노이드 및 항산화제인 루테인의 훌륭한 공급원이다. 루테인과 제아잔틴이라고 하는 또 다른 카로티노이드가 풍부한 식단은 눈 건강에 중요한 것으로 나타났으며 심각한 연령 관련 안구 질환인 백내장 및 황반 변성을 예방하는 데 도움이 될 수 있다. 루테인은 몸에서 저절로 생성되지 않기 때문에 음식을 통해 섭취해야 한다. 아보카도와 아보카도 기름은 눈 건강을 지원하는 효과적이고 간단한 방법이다.

### 콜레스테롤과 심장 건강
아보카도 기름에는 심장 건강 개선과 관련된 불포화 지방산이 풍부하다. 13명으로 구성된 교차 시험에서 참가자들은 대조군 저녁 식사(포화 지방 25g) 또는 시험 식사(불포화 지방 25g)와 아보카도 기름이 제공되었다. 식사 후 240분 동안 혈액 샘플은 시험 식사 그룹이 대조군보다 트리글리세리드, 총 및 LDL(나쁜) 콜레스테롤, 전염증성 사이토카인 및 혈당 수치가 현저히 낮은 것으로 나타났다. 한 쥐 연구에서 45일 동안 아보카도 기름을 혈압 치료제인 로사르탄과 비교했다. 아보카도 기름은 이완기 및 수축기 혈압을 각각 21.2% 및 15.5% 감소시켰으며 혈압을 낮추는 데 로자르탄과 유사한 효과가 있음을 발견했다.